# Madison (Geòrgia)
Madison és una població dels Estats Units a l'estat de Geòrgia. Segons el cens del 2000 tenia 3.636 habitants.

## Demografia
Segons el cens del 2000, Madison tenia 3.636 habitants, 1.362 habitatges, i 964 famílies. La densitat de població era de 158,5 habitants/km².
Dels 1.362 habitatges en un 32% hi vivien nens de menys de 18 anys, en un 44% hi vivien parelles casades, en un 22,6% dones solteres, i en un 29,2% no eren unitats familiars. En el 25,2% dels habitatges hi vivien persones soles el 10,7% de les quals corresponia a persones de 65 anys o més que vivien soles. El nombre mitjà de persones vivint en cada habitatge era de 2,61 i el nombre mitjà de persones que vivien en cada família era de 3,11.
Per edats la població es repartia de la següent manera: un 26,1% tenia menys de 18 anys, un 7,4% entre 18 i 24, un 28,2% entre 25 i 44, un 22,4% de 45 a 60 i un 15,9% 65 anys o més.
L'edat mediana era de 37 anys. Per cada 100 dones de 18 o més anys hi havia 77,9 homes.
La renda mediana per habitatge era de 36.055 $ i la renda mediana per família de 40.265 $. Els homes tenien una renda mediana de 40.430 $ mentre que les dones 21.411 $. La renda per capita de la població era de 19.551 $. Entorn del 10,3% de les famílies i l'11,6% de la població estaven per davall del llindar de pobresa.

## Poblacions més properes
El següent diagrama mostra les poblacions més properes.